# Isola Bosner
L'isola Bosner (in inglese Bosner Island) è una piccola isola antartica facente parte dell'arcipelago Windmill.
Localizzata ad una latitudine di 66° 27' sud e ad una longitudine di 110°36' est, l'isola, che si trova a sud dell'isola Boffa, è lunga poco meno di un chilometro e dista poche centinaia di metri dalla penisola Browning. La zona è stata mappata per la prima volta mediante ricognizione aerea durante l'operazione Highjump e l'operazione Windmill, negli anni 1947-1948. È stata intitolata dalla US-ACAN a Paul Bosner, membro di una delle due squadre di ricognizione che hanno operato nell'area durante l'operazione Windmill del 1948.